# Денні Девіто
Денні ДеВіто (англ. Danny DeVito; ім'я при народженні — Деніел Майкл ДеВіто-молодший, англ. Daniel Michael DeVito Jr.) — американський кіно- та телеактор.

## Життєпис
Народився 17 листопада 1944 року в Нептун-Сіті, штат Нью-Джерсі.
Перед тим як потрапити в кіноіндустрію ДеВіто закінчив Вілфредську академію перукарів і трохи попрацював за професією.
На початку своєї кінокар'єри зіграв кілька невеликих ролей у маловідомих фільмах. Звернув на себе увагу кінокритиків, зігравши роль в картині «Пролітаючи над гніздом зозулі» (1975) Мілоша Формана. Пропозицій стало трохи більше, але більша частина з них це були епізодичні ролі. Зіграв одну з головних ролей — диспетчера служби таксі Луї Де Пальму — в телесеріалі «Таксі» (1978—1983), за яку здобув премії «Золотий глобус» та «Еммі». Справжній успіх приходить до актора після ролі у фільмі «Роман з каменем» (1984) Роберта Земекіса. Також знявся у продовженні — «Перлина Нілу» (1985). Одним з найбільш відомих комедійних акторів Голлівуду ДеВіто стає після ролі у фільмі «Безжальні люди» (1986) братів Цукер.

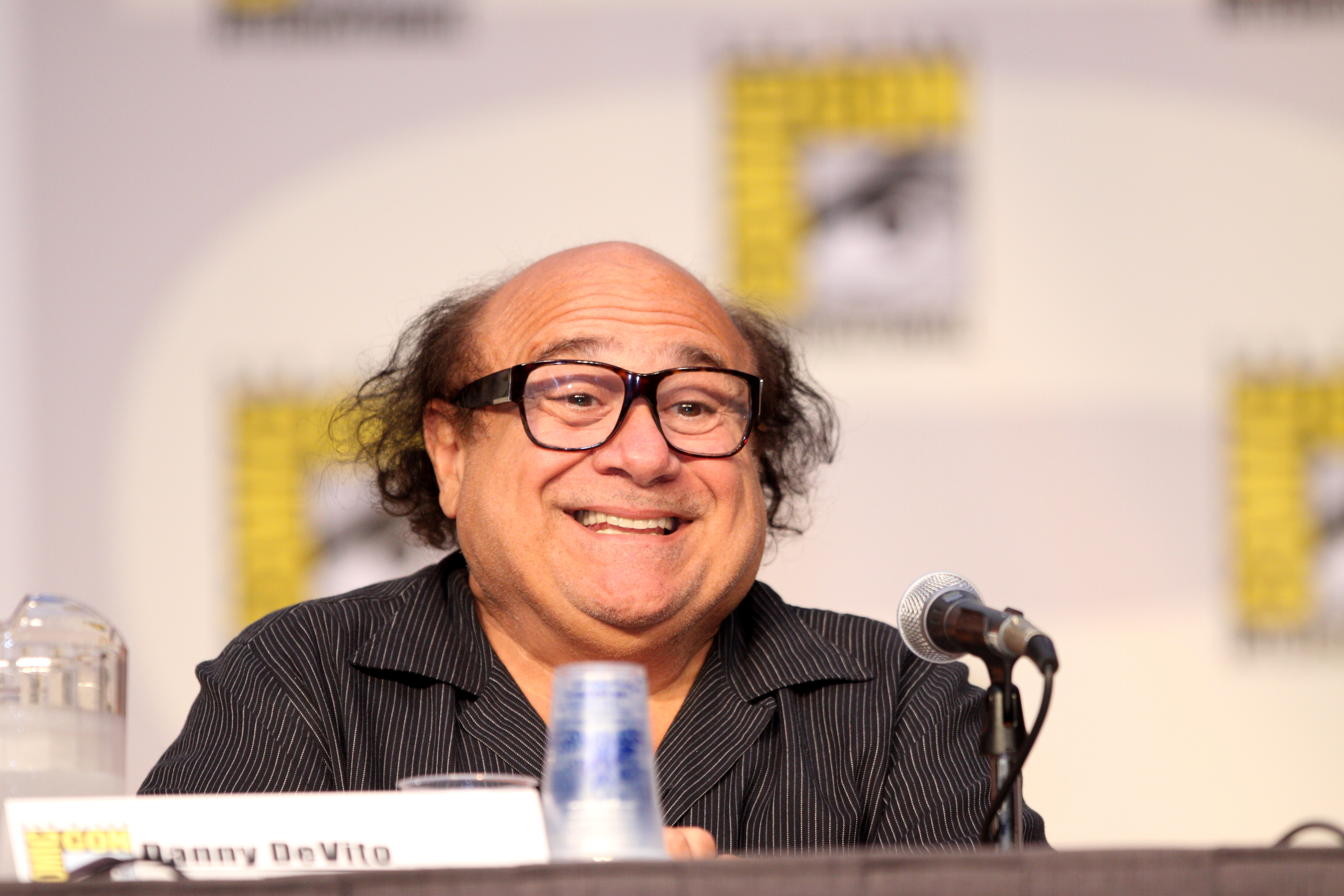

Режисерський дебют відбувся в комедії «Скинь маму з поїзда» (1987). Наступного року виходить фільм «Близнюки» (1988) де комік грає разом з Арнольдом Шварценеггером. Став режисером і виконав роль у чорній комедії «Війна подружжя Роуз» (1989). Головні ролі в картині зіграли Майкл Дуглас і Кетлін Тернер. У фільмі «Бетмен повертається» (1992) зіграв лиходія Пінгвіна. Успішними виявляються його другорядні ролі у таких фільмах, як «Знайти коротуна» (1995), «Благодійник» (1997) і «Таємниці Лос-Анджелеса» (1997). У 1999 році грає роль у фільмі Мілоша Формана «Людина на Місяці». У 2003 році на екрани виходить чергова спільна робота з Тімом Бертоном у фільмі «Велика риба», в якій ДеВіто зіграв перевертня.

## Особисте життя
З 1982 року у шлюбі з актрисою Реєю Перлман, у них троє дітей: Люсі Чет (1983), Грейс Фен (1985) і Джейкоб Деніел (1987).

## Фільмографія

### Актор
| Рік       |    | Українська назва                              | Оригінальна назва                                             | Роль                               |
| --------- | -- | --------------------------------------------- | ------------------------------------------------------------- | ---------------------------------- |
| 1970      | ф  | Тендітні мрії                                 | Dreams of Glass                                               | бандит                             |
| 1971      | ф  | Банани                                        | Bananas                                                       | чоловік в метро                    |
| 1971      | ф  | Леді Свобода                                  | La mortadella                                                 | Фред Манкузо                       |
| 1972      | кф | Бутерброди для Гогена                         | Hot Dogs for Gauguin                                          | Адріан                             |
| 1973      | ф  | Нероба                                        | Scalawag                                                      | Флай Спек                          |
| 1973      | ф  | Поквапся, а то мені стукне 30                 | Hurry Up, or I'll Be 30                                       | Піті                               |
| 1975      | ф  | Пролітаючи над гніздом зозулі                 | One Flew Over the Cuckoo's Nest                               | Мартіні                            |
| 1975      | ф  | Смертоносний герой                            | Deadly Hero                                                   |                                    |
| 1975      | кф |                                               | Minestrome                                                    |                                    |
| 1976      | тф |                                               | The Selling of Vince D'Angelo                                 | Вінс Д'Анджело                     |
| 1976      | ф  | Гроші                                         | The Money                                                     | бармен                             |
| 1976      | ф  | Автомийка                                     | Car Wash                                                      | Джо (сцени видалені)               |
| 1977      | ф  | Фургон                                        | The Van                                                       | Енді                               |
| 1977      | ф  | Найбільший коханець у світі                   | The World's Greatest Lover                                    | помічник директора                 |
| 1977      | с  | Дельвеккіо                                    | Delvecchio                                                    | Ентоні Маротт                      |
| 1977      | с  | Старскі та Гатч                               | Starsky and Hutch                                             | Джон ДеАрролісо                    |
| 1977      | с  | Жінка-поліцейський                            | Police Woman                                                  | Наполеон                           |
| 1978—1983 | с  | Таксі                                         | Taxi                                                          | Луї Де Пальма                      |
| 1978      | ф  | Прямуючи на південь                           | Goin' South                                                   | Борів                              |
| 1979      | ф  | Обмін зустрічами                              | Swap Meet                                                     | Макс                               |
| 1979      | тф | Валентина                                     | Valentine                                                     | Дьюї                               |
| 1979      | с  | Енджі                                         | Angie                                                         | дядя Чіч                           |
| 1980      | с  | Партнери                                      | The Associates                                                | Алан Светмор                       |
| 1980      | ф  | Гонг Шоу: Кіно                                | The Gong Show Movie                                           | артист                             |
| 1981      | ф  | Мавпятник                                     | Going Ape!                                                    | Лазло                              |
| 1983      | ф  | Мова ніжності                                 | Terms of Endearment                                           | Вернон Даларт                      |
| 1983      | тф |                                               | Likely Stories, Vol. 2                                        | Вінс Д'Анджело                     |
| 1984      | тф |                                               | The Ratings Game                                              | Вік Де Сальво                      |
| 1984      | с  | CBS Особливі шкільні канікули                 | CBS Schoolbreak Special                                       | Екройд                             |
| 1984      | ф  | Роман з каменем                               | Romancing the Stone                                           | Ральф                              |
| 1984      | ф  | Небезпечний Джонні                            | Johnny Dangerously                                            | Берр                               |
| 1985      | ф  | Перлина Нілу                                  | The Jewel of the Nile                                         | Ральф                              |
| 1985      | ф  | Контора                                       | Head Office                                                   | Френк Стедман                      |
| 1985      | мф | Довго і щасливо                               | Happily Ever After                                            | Джордж Джонсон                     |
| 1986      | мф | Мій маленький поні                            | My Little Pony: The Movie                                     | Грандл Кінг                        |
| 1986      | ф  | Розумники                                     | Wise Guys                                                     | Гаррі Валентіні                    |
| 1986      | ф  | Безжальні люди                                | Ruthless People                                               | Сем Стоун                          |
| 1986      | с  | Дивовижні історії                             | Amazing Stories                                               | Герберт                            |
| 1987      | с  | Суботнього вечора у прямому ефірі             | Saturday Night Live                                           | різні ролі                         |
| 1987      | ф  | Алюмінієві чоловічки                          | Tin Men                                                       | Ернест Тіллі                       |
| 1987      | ф  | Скинь маму з поїзда                           | Throw Momma from the Train                                    | Оуен                               |
| 1988      | ф  | Близнюки                                      | Twins                                                         | Вінсент Бенедикт                   |
| 1988      | кф |                                               | 2 Live Crew: Yakety Yak                                       | Вінсент Бенедикт                   |
| 1989      | мф |                                               | Two Daddies?                                                  | Джордж Джонсон                     |
| 1989      | ф  | Війна подружжя Роуз                           | The War of the Roses                                          | Гевін Д'Амато                      |
| 1991—2013 | с  | Сімпсони                                      | The Simpsons                                                  | Герб Пауелл                        |
| 1991      | ф  | Чужі гроші                                    | Other People's Money                                          | Лоуренс Гарфілд                    |
| 1992      | ф  | Бетмен повертається                           | Batman Returns                                                | Освальд Кобблепот / Людина-пінгвін |
| 1992      | ф  | Гоффа                                         | Hoffa                                                         | Боббі Чіаро                        |
| 1993      | ф  | Джек-ведмідь                                  | Jack the Bear                                                 | Джон Лірі                          |
| 1993      | ф  | Останній кіногерой                            | Last Action Hero                                              | Віскерс                            |
| 1993      | ф  | Дивись хто тепер говорить                     | Look Who's Talking Now                                        | Рокс                               |
| 1994      | ф  | Людина епохи Відродження                      | Renaissance Man                                               | Білл Раго                          |
| 1994      | ф  | Злочин                                        | Felony                                                        | Featured Extra                     |
| 1994      | ф  | Джуніор                                       | Junior                                                        | доктор Ларрі Арбогаст              |
| 1994      | с  | Шоу Ларрі Сандерса                            | The Larry Sanders Show                                        | Денні ДеВіто                       |
| 1994      | тф |                                               | All-Star 25th Birthday: Stars and Street Forever!             | Worm TV Host                       |
| 1995      | тф | Червона Шапочка                               | Little Red Riding Hood                                        | Вольфі                             |
| 1995      | ф  | Знайти коротуна                               | Get Shorty                                                    | Мартін Вейр                        |
| 1996      | ф  | Матильда                                      | Matilda                                                       | містер Вормвуд                     |
| 1996      | ф  | Космічний джем                                | Space Jam                                                     | Свекхаммер                         |
| 1996      | ф  | Марс атакує!                                  | Mars Attacks!                                                 | «Грубий» Гемблі                    |
| 1997      | ф  | Таємниці Лос-Анджелеса                        | L.A. Confidential                                             | Сід Хадженс                        |
| 1997      | ф  | Люди в чорному                                | Men in Black                                                  | прибулець на екрані                |
| 1997      | ф  | Благодійник                                   | The Rainmaker                                                 | Дек Шиффлет                        |
| 1997      | мф | Геркулес                                      | Hercules                                                      | Філоктет                           |
| 1997      | вг | Hercules                                      | Hercules                                                      | Філоктет                           |
| 1997      | мф |                                               | Disney Sing-Along-Songs: Zero to Hero                         | Філоктет                           |
| 1997      | с  | Перлина                                       | Pearl                                                         | Дін Мартін                         |
| 1998      | ф  | На всю котушку                                | Living Out Loud                                               | Пет Франкато                       |
| 1999      | ф  | Незайманки-самогубці                          | The Virgin Suicides                                           | доктор Горнікер                    |
| 1999      | ф  | Велика справа                                 | The Big Kahuna                                                | Філ Купер                          |
| 1999      | ф  | Людина на Місяці                              | Man on the Moon                                               | Джордж Шапіро                      |
| 1999—2000 | с  | Біографія                                     | Biography                                                     | оповідач                           |
| 2000      | ф  | Втопимо Мону                                  | Drowning Mona                                                 | Вайатт Раш                         |
| 2000      | ф  | Історія одного викрадення                     | Screwed                                                       | Гровер Клівер                      |
| 2001      | ф  | Що могло бути гірше?                          | What's the Worst That Could Happen?                           | Макс Фербенкс                      |
| 2001      | ф  | Грабіж                                        | Heist                                                         | Міккі Бергман                      |
| 2002      | ф  | Вбити Смучі                                   | Death to Smoochy                                              | Берк Беннетт                       |
| 2002      | с  | Ед                                            | Ed                                                            | доктор Джек Кармайкл               |
| 2003      | ф  | Дещо ще                                       | Anything Else                                                 | Гарві Векслер                      |
| 2003      | ф  | Дюплекс                                       | Duplex                                                        | оповідач                           |
| 2003      | ф  | Велика риба                                   | Big Fish                                                      | Амос Келловей                      |
| 2003      | с  | Карен Сіско                                   | Karen Sisco                                                   | Чарлі Лукрі                        |
| 2004      | с  | Друзі                                         | Friends                                                       | Рой                                |
| 2004      | мс | Батько прайду                                 | Father of the Pride                                           | Емерсон                            |
| 2004      | мф | Схопити Крінгл                                | Catching Kringle                                              | генерал Нідхем                     |
| 2004      | ф  | Сім'я року                                    | Family of the Year                                            |                                    |
| 2004      | ф  | Любов на Різдво                               | Christmas in Love                                             | Бред                               |
| 2005      | ф  | Школа танців і зваблювання Мерілін Готчкісс   | Marilyn Hotchkiss' Ballroom Dancing & Charm School            | Бут                                |
| 2005      | ф  | Будь крутішим!                                | Be Cool                                                       | Мартін Вейр                        |
| 2006      | ф  | Велика ставка                                 | Even Money                                                    | Волтер                             |
| 2006      | ф  | Оргазм в Огайо                                | The Oh in Ohio                                                | Вейн                               |
| 2006      | ф  |                                               | My Girlfriend's Abroad                                        | дядя Рік                           |
| 2006      | ф  | Дивні родичі                                  | Relative Strangers                                            | Френк Менуре                       |
| 2006      | ф  | 10 кроків до успіху                           | 10 Items or Less                                              | Великий Ді                         |
| 2006      | ф  | Ласкаво просимо, або сусідам вхід заборонений | Deck the Halls                                                | Бадді Холл                         |
| 2006—2020 | с  | У Філадельфії завжди сонячно                  | It's Always Sunny in Philadelphia                             | Френк Рейнольдс                    |
| 2007      | ф  | Надобраніч                                    | The Good Night                                                | Мел                                |
| 2007      | ф  | 911: Хлопчики за викликом                     | Reno 911!: Miami                                              | окружний прокурор                  |
| 2007      | ф  | Син нобелівського лауреата                    | Nobel Son                                                     | Джордж Гастнел                     |
| 2008      | ф  | Просто додай води                             | Just Add Water                                                | Мерл Страйкер                      |
| 2008      | кф |                                               | It's Always Sunny in Philadelphia Season 3: Sunny Side Up     | Френк Рейнольдс                    |
| 2008      | кф |                                               | It's Always Sunny in Philadelphia Season 3: Meet the McPoyles | Френк Рейнольдс                    |
| 2008      | кф |                                               | It's Always Sunny in Philadelphia: Sunny Side Up              | Френк Рейнольдс                    |
| 2008      | тф | Маленький дух: Різдво в Нью-Йорку             | Little Spirit: Christmas in New York                          | таксист                            |
| 2009      | ф  | Сексоголік                                    | Solitary Man                                                  | Джіммі Меріно                      |
| 2009      | ф  | Будинок вщент                                 | House Broken                                                  | Каткарт                            |
| 2010      | ф  | Одного разу в Римі                            | When in Rome                                                  | Аль Руссо                          |
| 2010      | ф  | Я все ще тут                                  | I'm Still Here                                                | у ролі самого себе                 |
| 2010      | кф |                                               | Inside the Actor's Workshop                                   |                                    |
| 2011      | ф  | Дівчина входить в бар                         | Girl Walks Into a Bar                                         | Алдо                               |
| 2012      | ф  | Готель «Нуар»                                 | Hotel Noir                                                    | Юджин Портленд                     |
| 2012      | мф | Лоракс                                        | The Lorax                                                     | Лоракс                             |
| 2012      | мф | Сили природи                                  | Forces of Nature                                              | Лоракс                             |
| 2013      | кф |                                               | Seven Minutes to Save the World                               | Righteous Whale                    |
| 2014      | ф  | Дика природа Джеймса                          | All the Wilderness                                            | Доктор Пембрі                      |
| 2015      | с  | Нероба                                        | Deadbeat                                                      | Джузеппе Монамочче                 |
| 2018      | с  | Метод Комінськи                               | The Kominsky Method                                           | доктор Векслер                     |
| 2019      | ф  | Дамбо                                         | Dumbo                                                         | Макс Медічі                        |
| 2019      | ф  | Джуманджі: Наступний рівень                   | Jumanji: The Next Level                                       | Едді Гілпін                        |
| 2020      | ф  | Айван, єдиний і неповторний                   | The One and Only Ivan                                         | Боб                                |
| 2021      | ф  | Гаррі Хафт                                    | The Survivor                                                  | Чарлі Голдман                      |
| 2022      | ф  |                                               | Sniff                                                         | Вільям Кіз                         |
| 2023      | ф  | Маєток з привидами                            | Haunted Mansion                                               | Брюс                               |
| 2023      | мф | Міграція                                      | Migration                                                     | Ден                                |
| 2023      | ф  | Чистильник басейнів                           | Poolman                                                       | Джек                               |
| 2024      | ф  | Бітлджюс Бітлджюс                             | Beetlejuice Beetlejuice                                       | прибиральник                       |

### Режисер, продюсер, сценарист
| Рік       |    | Українська назва                  | Оригінальна назва                    | Роль                         |
| --------- | -- | --------------------------------- | ------------------------------------ | ---------------------------- |
| 1973      | кф |                                   | The Sound Sleeper                    | режисер, сценарист, продюсер |
| 1975      | кф |                                   | Minestrome                           | режисер, сценарист           |
| 1976      | тф |                                   | The Selling of Vince D'Angelo        | режисер                      |
| 1982—1983 | с  | Таксі                             | Taxi                                 | режисер                      |
| 1983      | тф |                                   | Likely Stories, Vol. 4               | режисер, сценарист           |
| 1983      | тф |                                   | Likely Stories, Vol. 2               | режисер                      |
| 1984      | тф |                                   | The Ratings Game                     | режисер                      |
| 1985      | с  | Мері                              | Mary                                 | режисер                      |
| 1986      | с  | Дивовижні історії                 | Amazing Stories                      | режисер                      |
| 1987      | ф  | Скинь маму з поїзда               | Throw Momma from the Train           | режисер                      |
| 1989      | ф  | Війна подружжя Роуз               | The War of the Roses                 | режисер                      |
| 1992      | ф  | Гоффа                             | Hoffa                                | режисер, продюсер            |
| 1994      | ф  | Реальність кусається              | Reality Bites                        | продюсер                     |
| 1994      | ф  | Вісім секунд                      | 8 Seconds                            | продюсер                     |
| 1994      | ф  | Кримінальне чтиво                 | Pulp Fiction                         | продюсер                     |
| 1995      | ф  | Знайти коротуна                   | Get Shorty                           | продюсер                     |
| 1996      | ф  | Парк Сансет                       | Sunset Park                          | продюсер                     |
| 1996      | ф  | Відчуваючи Міннесоту              | Feeling Minnesota                    | продюсер                     |
| 1996      | ф  | Матильда                          | Matilda                              | режисер, продюсер            |
| 1997      | ф  | Гаттака                           | Gattaca                              | продюсер                     |
| 1998      | тф | Війни Пентагону                   | The Pentagon Wars                    | продюсер                     |
| 1998      | с  |                                   | The Sport Jerks                      | сценарист, продюсер          |
| 1998      | ф  | Поза увагою                       | Out of Sight                         | продюсер                     |
| 1998      | ф  | На всю котушку                    | Living Out Loud                      | продюсер                     |
| 1999      | ф  | Людина на Місяці                  | Man on the Moon                      | продюсер                     |
| 2000      | тф |                                   | Celebrity                            | продюсер                     |
| 2000      | ф  | Втопимо Мону!                     | Drowning Mona                        | продюсер                     |
| 2000      | ф  | Ерін Брокович                     | Erin Brockovich                      | продюсер                     |
| 2001      | ф  | Клошар                            | The Caveman's Valentine              | продюсер                     |
| 2001      | ф  | Стирчаки                          | How High                             | продюсер                     |
| 2001      | с  | Кейт Брашер                       | Kate Brasher                         | продюсер                     |
| 2001—2002 | с  | Під прикриттям                    | UC: Undercover                       | продюсер                     |
| 2002      | с  | Американське посольство           | The American Embassy                 | продюсер                     |
| 2002      | ф  | Вбити Смучи                       | Death to Smoochy                     | режисер                      |
| 2003      | ф  | Дюплекс                           | Duplex                               | режисер                      |
| 2003      | ф  | Табір                             | Camp                                 | продюсер                     |
| 2003      | тф |                                   | Other People's Business              | продюсер                     |
| 2003—2004 | с  | Карен Сіско                       | Karen Sisco                          | продюсер                     |
| 2003—2009 | с  | Ріно 911                          | Reno 911!                            | продюсер                     |
| 2004      | ф  | А ось і Поллі                     | Along Came Polly                     | продюсер                     |
| 2004      | ф  | Країна садів                      | Garden State                         | продюсер                     |
| 2005      | тф |                                   | Queen B                              | режисер                      |
| 2005      | ф  | Будь крутішим!                    | Be Cool                              | продюсер                     |
| 2006      | ф  | Велика ставка                     | Even Money                           | продюсер                     |
| 2006      | ф  | Дивні родичі                      | Relative Strangers                   | продюсер                     |
| 2006      | кф | Бувай, Бенджамін                  | Bye Bye Benjamin                     | продюсер                     |
| 2007      | кф |                                   | Danny DeVito & the Contract          | продюсер                     |
| 2007      | ф  | Вільні письменники                | Freedom Writers                      | продюсер                     |
| 2007      | ф  | 911: Хлопчики за викликом         | Reno 911!: Miami                     | продюсер                     |
| 2008      | тф | Маленький дух: Різдво в Нью-Йорку | Little Spirit: Christmas in New York | продюсер                     |
| 2010      | кф |                                   | Evil Eye                             | режисер                      |
| 2010      | кф |                                   | Oh Those Lips                        | режисер                      |
| 2011      | кф |                                   | Skin Deep                            | режисер                      |
| 2011      | кф |                                   | Nest of Vipers                       | режисер                      |
| 2014      | ф  | Прогулянка серед могил            | A Walk Among the Tombstones          | продюсер                     |
| 2015      | ф  |                                   | St. Sebastian                        | режисер, продюсер            |